# Bataille de Guttstadt
Quatrième Coalition
Batailles
- Cap-Vert (navale)
- San Domingo (navale)
- Río de la Plata
- Pornichet (navale)

- Raguse
- Castel-Nuovo

Campagne de Prusse (1806)
- Schleiz
- Saalfeld
- Auerstaedt
- Iéna
- Halle
- Magdebourg
- Stettin
- Lübeck
- Glogau
- Golymin
- Pułtusk
- Stralsund

Campagne de Pologne (1807)
- Eylau
- Ostrołęka
- Colberg
- Dantzig
- Guttstadt
- Heilsberg
- Friedland

La bataille de Guttstadt  se déroule les 4, 5, 6 et 7 juin 1807 à Guttstadt. Elle oppose les forces françaises du Maréchal Ney à l'armée russe de Bennigsen. Elle fait partie des combats préparatoires à la bataille de Friedland.

## Contexte
Après la bataille d'Eylau, l'armée française prend ses quartiers d'hiver derrière la Passarge. En mars, le 6e corps du maréchal Ney est chargé par Napoléon Ier de reprendre la ville de Guttstadt pour empêcher les Russes de se servir de l'Alle pour masquer leurs mouvements. Les Français s'y maintiennent jusqu'au mois de juin dans des conditions difficiles en raison du manque d'approvisionnements.
Le commandant russe, le général Levin August von Bennigsen, décide de surprendre l'armée française alors qu'elle est encore dans ses cantonnements et par conséquent très dispersée. Accompagné du grand-duc Constantin, il se présente le 4 juin 1807 à la tête de 50 000 à 63 000 hommes face aux 15 000 hommes du 6e corps. Simultanément, le corps prussien de L'Estocq attaque le 1er corps du maréchal Bernadotte à Spanden (combat de Spanden) et Dokhtourov attaque le 4ecorps du maréchal Soult à Lomitten (pl) (combat de Lomitten).

## Déroulement
Le maréchal Ney dispose la division Marchand au nord de Guttstatd, autour du village d'Altkirch (en) et la division Bisson au sud de la ville, autour des villages de Glottau, Knopen (en), Lingnau (pl) et Queetz.
Au matin du 5 juin, le général Bagration enlève Altkirch, mais suspend son offensive pour attendre l'arrivée des forces de Sacken. À son arrivée, Ney se replie lentement sur Ankendorf (en), ce qui permet à Gortchakov de traverser l'Alle à Guttstadt. Le soir, les Français tiennent une ligne appuyée sur le lac de Queetz et une forêt au nord de Deppen.
Le matin du 6, les Russes reprennent l'offensive, et le maréchal Ney, désespérant de l'arrivée des secours d'autres corps, se trouve contraint à la retraite. Plusieurs fois encerclés, les Français se fraient un passage à la baïonnette et profitent de la mollesse de la poursuite russe pour ne laisser qu'un minimum de prisonniers.

## Conséquences
En raison du manque de mordant de la poursuite russe et d'un sens aigu de la retraite qui allait se manifester encore en Russie cinq ans plus tard, le maréchal Ney parvient à limiter ses pertes à 400 tués et blessés et entre 1 000 et 2 000 prisonniers. L'armée française laisse aussi sur le terrain deux canons et tous ses bagages, y compris les effets personnels du maréchal Ney. Les Russes perdent environ 2 500 tués, blessés et disparus.
Bennigsen échoue à détruire le 6e corps, pourtant isolé. De plus, il a révélé son intention de marcher vers Kœnigsberg à Napoléon Ier. Le général en chef russe décide alors de se replier sur le camp fortifié d'Heilsberg, et d'y attendre la Grande Armée. Quelques jours plus tard, le 6e corps jouera un rôle crucial à la bataille de Friedland.